# 罗密欧与朱丽叶效应
羅密歐與朱麗葉效應是心理學名詞，在莎士比亞的經典名劇《羅密歐與朱麗葉》中，由於家族因素使得相愛的兩人永遠無法獲得祝福，如果戀人們的父母對戀情干涉越多，那雙方就會越珍惜彼此，反而容易使感情發展得更迅速。這種情形不僅發生在男女的愛情之間，也會發生在許多地方。對於越難獲得的事物，在人們的心目中地位越重要，價值也會越高。學者們嘗試以阻抗理論（reactance theory）來解釋這種現象，他們指出當人們的自由受到限制時，會產生不愉快的感覺，而從事被禁止的行為反而可以消除這種不悅。所以才會發生當別人命令我們不得做什麼事時，我們卻會反其道而行的現象。这个名词由心理学家理查德·德里斯科尔于1972年的论文中首先提出。